# Llista de medallistes olímpics de tennis
Aquesta és una llista dels medallistes olímpics de tennis:

## Programa actual

### Categoria masculina

#### Individual
| Edició              | Or                                   | Argent                               | Bronze                               |
| 1896 Atenes         | John Pius Boland                     | Dioníssios Kàsdaglis                 | Momcsilló Tapavicza                  |
| 1896 Atenes         | John Pius Boland                     | Dioníssios Kàsdaglis                 | Konstandinos Paspatis                |
| 1900 París          | Lawrence Doherty                     | Harold Mahony                        | Reginald Doherty                     |
| 1900 París          | Lawrence Doherty                     | Harold Mahony                        | Arthur Norris                        |
| 1904 St. Louis      | Beals Wright                         | Robert LeRoy                         | Alphonzo Bell                        |
| 1904 St. Louis      | Beals Wright                         | Robert LeRoy                         | Edgar Leonard                        |
| 1908 Londres        | Josiah Ritchie                       | Otto Froitzheim                      | Wilberforce Eaves                    |
| 1912 Estocolm       | Charles Winslow                      | Harold Kitson                        | Oscar Kreuzer                        |
| 1920 Anvers         | Louis Raymond                        | Ichiya Kumagae                       | Charles Winslow                      |
| 1924 París          | Vincent Richards                     | Henri Cochet                         | Umberto De Morpurgo                  |
| 1928 – 1984         | No fou inclòs en el programa olímpic | No fou inclòs en el programa olímpic | No fou inclòs en el programa olímpic |
| 1988 Seül           | Miloslav Mečíř                       | Tim Mayotte                          | Stefan Edberg                        |
| 1988 Seül           | Miloslav Mečíř                       | Tim Mayotte                          | Brad Gilbert                         |
| 1992 Barcelona      | Marc Rosset                          | Jordi Arrese                         | Andrei Txerkàssov                    |
| 1992 Barcelona      | Marc Rosset                          | Jordi Arrese                         | Goran Ivanišević                     |
| 1996 Atlanta        | Andre Agassi                         | Sergi Bruguera                       | Leander Paes                         |
| 2000 Sydney         | Ievgueni Kàfelnikov                  | Tommy Haas                           | Arnaud di Pasquale                   |
| 2004 Atenes         | Nicolás Massú                        | Mardy Fish                           | Fernando González                    |
| 2008 Pequín         | Rafael Nadal                         | Fernando González                    | Novak Đoković                        |
| 2012 Londres        | Andy Murray                          | Roger Federer                        | Juan Martín del Potro                |
| 2016 Rio de Janeiro | Andy Murray                          | Juan Martín del Potro                | Kei Nishikori                        |
| 2020 Tòquio         | Alexander Zverev                     | Karén Khatxànov                      | Pablo Carreño Busta                  |
| 2024 París          | Novak Đoković                        | Carlos Alcaraz                       | Lorenzo Musetti                      |

#### Dobles
| Edició              | Or                                            | Argent                                                | Bronze                                       |
| 1896 Atenes         | Equip mixt John Pius Boland Friedrich Traun   | Equip mixtDimítrios Petrokókinos Dioníssios Kàsdaglis | Equip mixtEdwin Flack George S. Robertson    |
| 1900 París          | Regne UnitLawrence Doherty · Reginald Doherty | Equip mixtMax Décugis Basil Garmendia                 | FrançaGeorges de la Chapelle · André Prévost |
| 1900 París          | Regne UnitLawrence Doherty · Reginald Doherty | Equip mixtMax Décugis Basil Garmendia                 | Regne UnitHarold Mahony · Arthur Norris      |
| 1904 St. Louis      | Estats UnitsEdgar Leonard · Beals Wright      | Estats UnitsAlphonzo Bell · Robert LeRoy              | Estats UnitsJoseph Wear · Allen West         |
| 1904 St. Louis      | Estats UnitsEdgar Leonard · Beals Wright      | Estats UnitsAlphonzo Bell · Robert LeRoy              | Estats UnitsClarence Gamble · Arthur Wear    |
| 1908 Londres        | Regne UnitGeorge Hillyard · Reginald Doherty  | Regne UnitJosiah Ritchie · James Parke                | Regne UnitClement Cazalet · Charles Dixon    |
| 1912 Estocolm       | Sud-àfricaHarry Kitson Charles Winslow        | ÀustriaArthur Zborzil Fritz Pipes                     | FrançaAlbert Canet · Edouard Marangue        |
| 1920 Anvers         | Regne UnitOswald Turnbull · Maxwell Woosnam   | JapóIchiya Kumagae · Seiichiro Kashio                 | FrançaMax Décugis · Pierre Albarran          |
| 1924 París          | Estats UnitsVincent Richards · Francis Hunter | FrançaJacques Brugnon · Henri Cochet                  | FrançaJean Borotra · René Lacoste            |
| 1928 – 1984         | No fou inclòs en el programa olímpic          | No fou inclòs en el programa olímpic                  | No fou inclòs en el programa olímpic         |
| 1988 Seül           | Estats UnitsKen Flach · Robert Seguso         | EspanyaEmilio Sánchez · Sergio Casal                  | SuèciaStefan Edberg · Anders Jarryd          |
| 1988 Seül           | Estats UnitsKen Flach · Robert Seguso         | EspanyaEmilio Sánchez · Sergio Casal                  | TxecoslovàquiaMiloslav Mečíř · Milan Šrejber |
| 1992 Barcelona      | AlemanyaBoris Becker · Michael Stich          | Sud-àfricaWayne Ferreira Piet Norval                  | ArgentinaJavier Frana · Christian Miniussi   |
| 1992 Barcelona      | AlemanyaBoris Becker · Michael Stich          | Sud-àfricaWayne Ferreira Piet Norval                  | CroàciaGoran Ivanišević · Goran Prpić        |
| 1996 Atlanta        | AustràliaTodd Woodbridge · Mark Woodforde     | Regne UnitNeil Broad · Tim Henman                     | AlemanyaMarc-Kevin Goellner · David Prinosil |
| 2000 Sydney         | CanadàSebastien Lareau · Daniel Nestor        | AustràliaTodd Woodbridge · Mark Woodforde             | EspanyaÀlex Corretja · Albert Costa          |
| 2004 Atenes         | XileFernando González · Nicolás Massú         | AlemanyaNicolas Kiefer · Rainer Schüttler             | CroàciaMario Ančić · Ivan Ljubičić           |
| 2008 Pequín         | SuïssaRoger Federer · Stanislas Wawrinka      | SuèciaSimon Aspelin · Thomas Johansson                | Estats UnitsBob Bryan · Mike Bryan           |
| 2012 Londres        | Estats Units Bob Bryan · Mike Bryan           | França Michaël Llodra · Jo-Wilfried Tsonga            | França Julien Benneteau · Richard Gasquet    |
| 2016 Rio de Janeiro | EspanyaMarc López · Rafa Nadal                | RomaniaFlorin Mergea · Horia Tecău                    | Estats UnitsSteve Johnson · Jack Sock        |
| 2020 Tòquio         | CroàciaNikola Mektić · Mate Pavić             | CroàciaMarin Čilić · Ivan Dodig                       | Nova ZelandaMarcus Daniell · Michael Venus   |
| 2024 París          | AustràliaMatthew Ebden · John Peers           | Estats UnitsAustin Krajicek · Rajeev Ram              | Estats UnitsTaylor Fritz · Tommy Paul        |

### Categoria femenina

#### Individual
| Edició              | Or                                   | Argent                               | Bronze                               |
| 1900 París          | Charlotte Cooper                     | Hélène Prévost                       | Marion Jones                         |
| 1900 París          | Charlotte Cooper                     | Hélène Prévost                       | Hedwiga Rosenbaumová                 |
| 1904 St. Louis      | No fou inclòs en el programa olímpic | No fou inclòs en el programa olímpic | No fou inclòs en el programa olímpic |
| 1908 Londres        | Dorothea Chambers                    | Dora Boothby                         | Ruth Winch                           |
| 1912 Estocolm       | Marguerite Broquedis                 | Dorothea Köring                      | Molla Bjurstedt                      |
| 1920 Anvers         | Suzanne Lenglen                      | Dorothy Holman                       | Kitty McKane                         |
| 1924 París          | Helen Wills                          | Julie Vlasto                         | Kitty McKane                         |
| 1928 – 1984         | No fou inclòs en el programa olímpic | No fou inclòs en el programa olímpic | No fou inclòs en el programa olímpic |
| 1988 Seül           | Steffi Graf                          | Gabriela Sabatini                    | Zina Garrison                        |
| 1988 Seül           | Steffi Graf                          | Gabriela Sabatini                    | Manuela Maleeva                      |
| 1992 Barcelona      | Jennifer Capriati                    | Steffi Graf                          | Mary Joe Fernández                   |
| 1992 Barcelona      | Jennifer Capriati                    | Steffi Graf                          | Arantxa Sánchez Vicario              |
| 1996 Atlanta        | Lindsay Davenport                    | Arantxa Sánchez Vicario              | Jana Novotná                         |
| 2000 Sydney         | Venus Williams                       | Ielena Deméntieva                    | Monica Seles                         |
| 2004 Atenes         | Justine Henin                        | Amélie Mauresmo                      | Alicia Molik                         |
| 2008 Pequín         | Ielena Deméntieva                    | Dinara Safina                        | Vera Zvonariova                      |
| 2012 Londres        | Serena Williams                      | Maria Xaràpova                       | Viktória Azàrenka                    |
| 2016 Rio de Janeiro | Mónica Puig                          | Angelique Kerber                     | Petra Kvitová                        |
| 2020 Tòquio         | Belinda Bencic                       | Markéta Vondroušová                  | Elina Svitòlina                      |
| 2024 París          | Zheng Qinwen                         | Donna Vekić                          | Iga Świątek                          |

#### Dobles
| Edició              | Or                                              | Argent                                                    | Bronze                                             |
| 1920 Anvers         | Regne UnitMargaret McNair · Kathleen McKane     | Regne UnitGeraldine Beamish · Dorothy Holman              | FrançaSuzanne Lenglen · Élisabeth d'Ayen           |
| 1924 París          | Estats UnitsHazel H. Wightman · Helen Wills     | Regne UnitPhyllis Covell · Kathleen McKane                | Regne UnitDorothy Shepherd · Evelyn Colyer         |
| 1928 – 1984         | No fou inclòs en el programa olímpic            | No fou inclòs en el programa olímpic                      | No fou inclòs en el programa olímpic               |
| 1988 Seül           | Estats UnitsPam Shriver · Zina Garrison         | TxecoslovàquiaJana Novotná · Helena Sukova                | AustràliaElizabeth Smylie · Wendy Turnbull         |
| 1988 Seül           | Estats UnitsPam Shriver · Zina Garrison         | TxecoslovàquiaJana Novotná · Helena Sukova                | RFASteffi Graf · Claudia Kohde-Kilsch              |
| 1992 Barcelona      | Estats UnitsGigi Fernández · Mary Joe Fernández | EspanyaConchita Martínez · Arantxa Sánchez Vicario        | AustràliaRachel McQuillan · Nicole Bradtke         |
| 1992 Barcelona      | Estats UnitsGigi Fernández · Mary Joe Fernández | EspanyaConchita Martínez · Arantxa Sánchez Vicario        | Equip UnificatLeila Meskhi Nataixa Zvéreva         |
| 1996 Atlanta        | Estats UnitsGigi Fernández · Mary Joe Fernández | TxèquiaJana Novotná · Helena Suková                       | EspanyaConchita Martínez · Arantxa Sánchez Vicario |
| 2000 Sydney         | Estats UnitsSerena Williams · Venus Williams    | Països BaixosKristie Boogert · Miriam Oremans             | BèlgicaEls Callens · Dominique Van Roost           |
| 2004 Atenes         | R.P. de la XinaLi Ting · Sun Tiantian           | EspanyaConchita Martínez · Virginia Ruano                 | ArgentinaPaola Suárez · Patricia Tarabini          |
| 2008 Pequín         | Estats UnitsSerena Williams · Venus Williams    | EspanyaAnabel Medina · Virginia Ruano                     | R.P. de la XinaYan Zi · Zheng Jie                  |
| 2012 Londres        | Estats UnitsSerena Williams · Venus Williams    | TxèquiaAndrea Hlavácková · Lucie Hradecká                 | RússiaMaria Kirilenko · Nàdia Petrova              |
| 2016 Rio de Janeiro | RússiaIekaterina Makàrova · Ielena Vesninà      | SuïssaTimea Bacsinszky · Martina Hingis                   | TxèquiaLucie Šafářová · Barbora Strýcová           |
| 2020 Tòquio         | TxèquiaBarbora Krejčíková · Kateřina Siniaková  | SuïssaBelinda Bencic · Viktorija Golubic                  | BrasilLaura Pigossi · Luisa Stefani                |
| 2024 París          | ItàliaSara Errani · Jasmine Paolini             | Atletes Individuals NeutralsMirra Andreeva Diana Shnaider | EspanyaSara Sorribes Tormo · Cristina Bucșa        |

### Categoria mixta
| Edició              | Or                                                      | Argent                                       | Bronze                                           |
| 1900 París          | Regne UnitCharlotte Cooper · Reginald Doherty           | Equip mixtHélène Prévost Harold Mahony       | Equip mixtMarion Jones Lawrence Doherty          |
| 1900 París          | Regne UnitCharlotte Cooper · Reginald Doherty           | Equip mixtHélène Prévost Harold Mahony       | Equip mixtHedwiga Rosenbaumová Archibald Warden  |
| 1904 – 1908         | No fou inclòs en el programa olímpic                    | No fou inclòs en el programa olímpic         | No fou inclòs en el programa olímpic             |
| 1912 Estocolm       | AlemanyaDorothea Köring Heinrich Schomburgk             | SuèciaSigrid Fick · Gunnar Setterwall        | FrançaMarguerite Broquedis · Albert Canet        |
| 1920 Anvers         | FrançaSuzanne Lenglen · Max Decugis                     | Regne UnitKathleen McKane · Maxwell Woosnam  | TxecoslovàquiaMilada Skrbková · Ladislav Žemla   |
| 1924 París          | Estats UnitsHazel H. Wightman · Richard Norris Williams | Estats UnitsMarion Jessup · Vincent Richards | Països BaixosKornelia Bouman · Hendrik Timmer    |
| 1928 – 2008         | No fou inclòs en el programa olímpic                    | No fou inclòs en el programa olímpic         | No fou inclòs en el programa olímpic             |
| 2012 Londres        | BelarúsViktória Azàrenka · Maks Mirni                   | Regne UnitLaura Robson · Andy Murray         | Estats UnitsLisa Raymond · Mike Bryan            |
| 2016 Rio de Janeiro | Estats UnitsBethanie Mattek-Sands · Jack Sock           | Estats UnitsVenus Williams · Rajeev Ram      | TxèquiaLucie Hradecká · Radek Štěpánek           |
| 2020 Tòquio         | RússiaAnastassia Pavliutxénkova · Andrei Rubliov        | RússiaIelena Vesninà · Aslan Karatsev        | AustràliaAshleigh Barty · John Peers             |
| 2024 París          | TxèquiaKateřina Siniaková · Tomáš Macháč                | R.P. de la XinaWang Xinyu · Zhang Zhizhen    | CanadàGabriela Dabrowski · Félix Auger-Aliassime |

## Programa eliminat

### Categoria masculina

#### Individual interior
| Edició        | Or           | Argent         | Bronze          |
| 1908 Londres  | Arthur Gore  | George Caridia | Josiah Ritchie  |
| 1912 Estocolm | André Gobert | Charles Dixon  | Anthony Wilding |

#### Dobles interior
| Edició        | Or                                      | Argent                                   | Bronze                                    |
| 1908 Londres  | Regne UnitHerbert Barrett · Arthur Gore | Regne UnitGeorge Caridia · George Simond | SuèciaWollmar Boström · Gunnar Setterwall |
| 1912 Estocolm | FrançaMaurice Germot · André Gobert     | SuèciaCarl Kempe · Gunnar Setterwall     | Regne UnitAlfred Beamish · Charles Dixon  |

### Categoria femenina

#### Individual interior
| Edició        | Or                  | Argent              | Bronze              |
| 1908 Londres  | Gwendoline Eastlake | Alice Greene        | Märtha Adlerstråhle |
| 1912 Estocolm | Edith Hannam        | Sofie Castenschiold | Mabel Parton        |

### Categoria mixta

#### Dobles interior
| Edició        | Or                                     | Argent                                      | Bronze                                |
| 1912 Estocolm | Regne UnitEdith Hannam · Charles Dixon | Regne UnitHelen Aitchison · Herbert Barrett | SuèciaSigrid Fick · Gunnar Setterwall |